# Karl Emil von Schafhäutl
Karl Emil von Schafhäutl (Ingolstadt, 16 febbraio 1803 – Monaco di Baviera, 25 febbraio 1890) è stato un fisico, geologo e musicologo tedesco.

## Biografia
Schafhäutl studiò matematica e scienze naturali e nel 1827 divenne Skriptor della libreria reale dell'Università di Monaco. I suoi primi articoli apparvero sotto lo pseudonimo Emil Pellisov (pellis ovis). Nel 1834 si trasferì in Inghilterra dove fondò un laboratorio a Swansea per lo studio della metallurgia e in particolare del metodo noto come puddellaggio (un procedimento per la purificazione del ferro inventato nel 1784 dall'inglese Henry Cort). Nel 1836 Schafhäutl inventò (tra le altre cose) un procedimento per il puddellaggio dell'acciaio e scoprì la presenza di azoto nei minerali di ferro. Nel 1841, in segno di riconoscimento per il suo articolo sulle cause delle esplosioni delle caldaie a vapore, gli fu assegnata la Telford medal (il più importante riconoscimento inglese nel campo dell'ingegneria civile).
Nell'aprile del 1841 Schafhäutl tornò a Monaco, dove divenne membro dell'accademia e uno dei fondatori dell'istituto di geognostica  di cui divenne il curatore. Nel 1843 divenne professore straordinario di Geologia, Tecnologia Mineraria e Metallurgia, divenendo professore ordinario l'anno successivo e assumendo anche, nel 1849, l'incarico di Capo Bibliotecario.
Schafhäutl condusse ricerche sulla geologia delle Alpi e pubblicò numerosi articoli in questo campo. S'interessò d'acustica e delle sue applicazioni in campo musicale il (era amico dell'inventore del flauto moderno Theobald Boehm) e fece in questo campo diverse invenzioni, tra cui un fotometro a vibrazione (1840), e due tipi di fonometro (1835, 1860).

## Pubblicazioni
- Geognostische Untersuchungen des südbayrischen Alpengebirges (Indagini geognistiche sulle Alpi della Baviera meridionale), Monaco di Baviera, 1851
- Südbayerns Lethae geognostica (Lethae geognostica della Baviera meridionale), Lipsia, 1863 (comprende un atlante)
- Die Geologie in ihrem Verhältnis zu den übrigen Naturwissenschaften (La geologia in relazione alle altre scienze naturali), Monaco di Baviera, 1843
- Die neuesten geologischen Hypothesen und ihr Verhältnis zu den übrigen Naturwissenschaften überhaupt (Le nuove ipotesi geologiche e i loro effetti sulle altre scienze), 1844
- Der echte gregorianische Choral in seiner Entwicklung bis zur Kirchenmusik unserer Zeit (Il vero canto gregoriano e il suo sviluppo fino ai nostri tempi), Monaco di Baviera, 1869
- Ein Spaziergang durch die liturgische Musikgeschichte der katholischen Kirche (Una passwggiata nella storia della musica liturgica cattolica), Monaco di Baviera, 1887
- Abt Georg Joseph Vogler (L'abate George Joseph Vogler), Augusta, 1888

## Opere su Karl Emil von Schafhäutl
- Wilhelm Ernst, Karl Emil von Schafhäutl (1803–1890). Ein bayerisches Universalgenie des 19. Jahrhunderts(Karl Emil von Schafhaeutl (1803-1890). Un genio universale bavarese del XIX secolo) Pubblicazione privata Ernst, Ingolstadt, 1994